# Телескопический трап
Телескопи́ческий трап (иначе телетра́п, также  разговорное «рукав») — устройство для сообщения самолёта со зданием аэровокзала без промежуточного выхода пассажиров на улицу, разновидность авиационного трапа. Гораздо реже телетрап используется в портах для перехода пассажиров из здания морского вокзала на судно.
Представляет собой телескопически раздвигающийся и состоящий из нескольких модулей  коридор, способный двигаться относительно самолёта: по горизонтали по земле с помощью колёс либо подвешенным и по вертикали электро- или гидроподъёмниками, так как положение входных дверей у разных типов самолётов различно. 
При использовании стоянки с телетрапом самолёт обычно сначала заруливает на стоянку самостоятельно на тяге собственных двигателей, следуя визуальным сигналам встречающего наземного персонала либо по командам специального светофора; после остановки самолёта машинист телетрапа устанавливает его ко входной двери самолёта. После этого телетрап может сам отслеживать вертикальные перемещения фюзеляжа самолёта (из-за его разгрузки и загрузки) и в необходимых пределах перемещаться по вертикали, сохраняя таким образом своё положение относительно входной двери.

## История
Первый прототип телетрапа был установлен в терминале 2 аэропорта Сан-Франциско, открывшемся в 1954 году.
Уже в 1960-е годы телетрапы появились в большинстве крупнейших международных аэропортах. Первые телетрапы в СССР появились в 1970 году в «Шереметьево», тремя годами ранее они были заказаны у фирмы Aviobridge (Нидерланды).

## Преимущества
При наличии телетрапа посадка и высадка пассажиров самолёта значительно ускоряются: телетрап предоставляет пассажирам более комфортные условия доступа в здание аэровокзала или в самолёт в основном из-за движения пассажиров в одной плоскости, максимально приближенной к горизонтальной — отсутствуют фазы спуска по лестнице на перрон, передвижения по перрону (в автобусе), подъёма по лестнице передвижного трапа в самолёт, а также устранением влияния неблагоприятных погодных условий. 
Требуется меньше авиатехники и персонала для обслуживания рейса;  увеличивается предрейсовое время для обслуживания пассажиров. 
Посадка через телескопические трапы помогает минимизировать затраты на поддержание микроклимата здания аэровокзала.
Отсутствует вероятность несанкционированного проникновения на лётное поле
Амбулифт необходимо использовать в меньшем числе случаев

## Недостатки

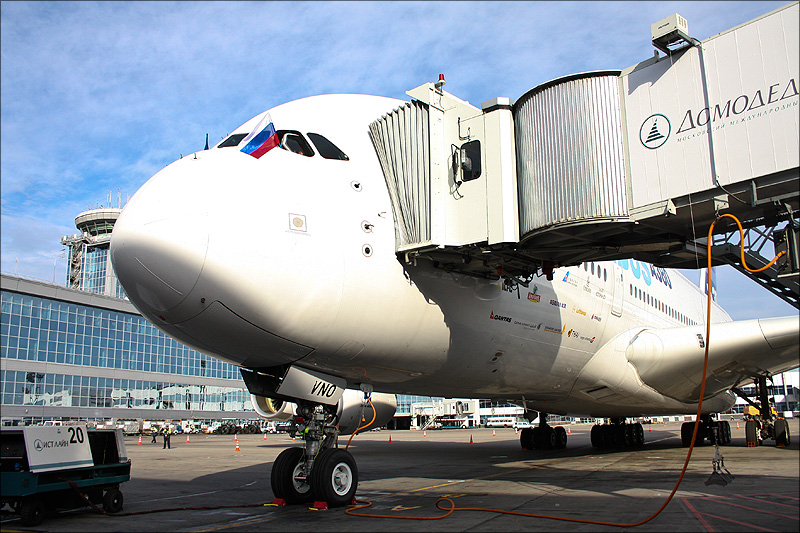
Airbus A380 у телетрапа в аэропорту Домодедово, Москва

- Установка телетрапа связана со значительными материальными затратами и специфическими требованиями к архитектуре аэровокзала, оправдывающимися при значительном пассажиропотоке.
- Использование телетрапа возможно только если самолёт установлен непосредственно рядом с аэровокзалом, тем самым ограничивается число таковых стояночных мест. Большинство аэропортов мира поэтому по-прежнему используют передвижные трапы на отдалённых стоянках и подвоз пассажиров на специальных аэродромных автобусах.
- Находящийся у терминала самолёт, как правило, не может самостоятельно вырулить со стоянки: необходима буксировка воздушного судна тягачами до специальной площадки, указываемой руководителем полётов, где двигатели запускаются и лайнер начинает рулить вперёд. Всё это требует дополнительных затрат времени и наличия специальной техники и персонала.
- Буксировка воздушного судна задним ходом от здания аэровокзала и, соответственно, от телетрапа требует определённых финансовых затрат авиакомпаний, поэтому многие из них заранее специально договариваются с руководством аэропорта о постановке воздушных судов компании на дальнюю стоянку: обычный самоходный трап и обычный аэродромный автобус сто́ят для авиакомпании значительно дешевле, чем буксировка лайнера тягачами, использующими дорогое топливо и взимаемая плата с компании перевозчика за обслуживание её рейсов через телескопический трап.
- Если самолёт выполняет последовательно внутренний и международный рейс, то вероятность использования телетрапа на одном из сегментов минимальная, а на двух возможно только в случае определённого размера аэропорта либо случае запланированного пограничного контроля в этом пересадочном пункте.
- В зимнее время телетрап может примёрзнуть и повредить самолёт, если место стыковки не было надлежащим образом обработано противообледенительными средствами.[источник не указан 4205 дней]

## Галерея

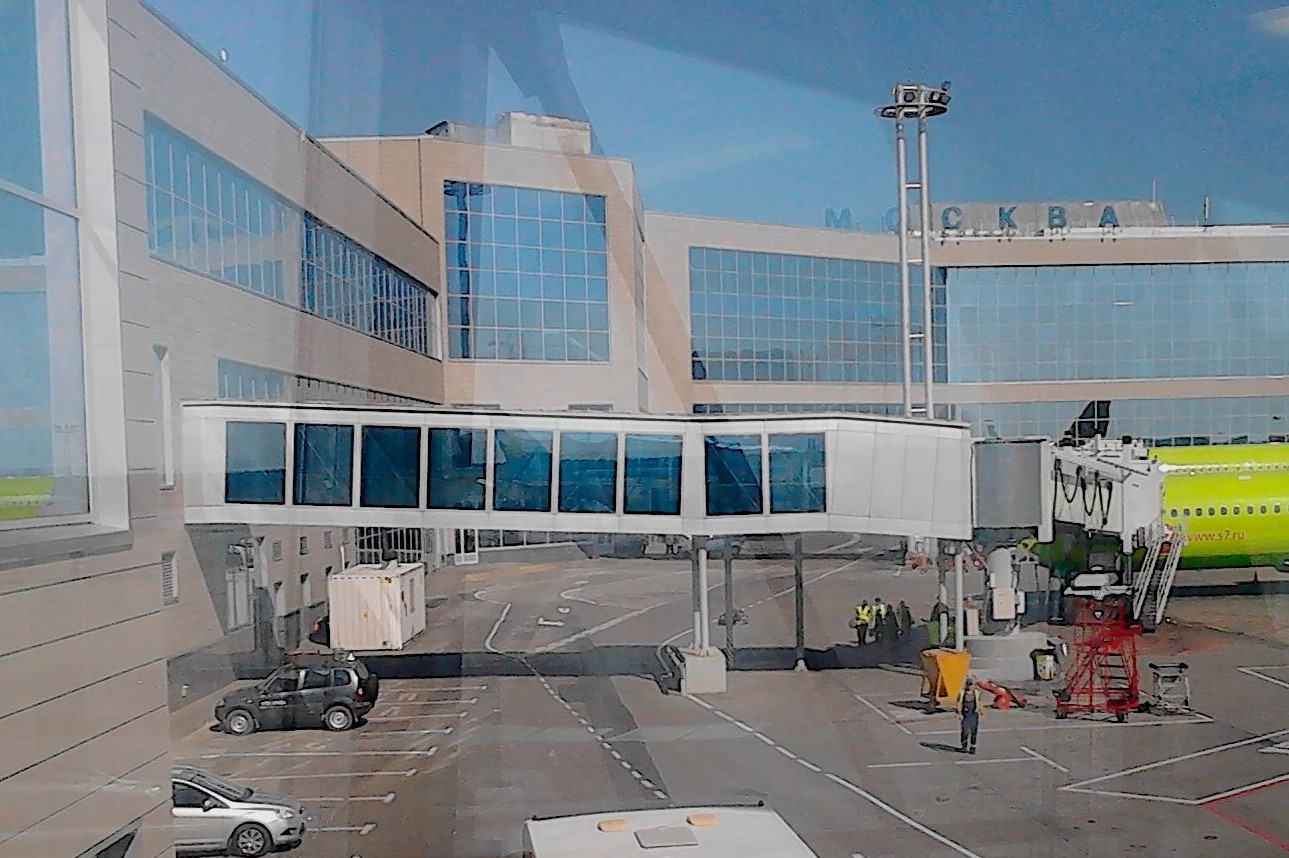
Телескопический посадочный трап. Аэропорт Домодедово
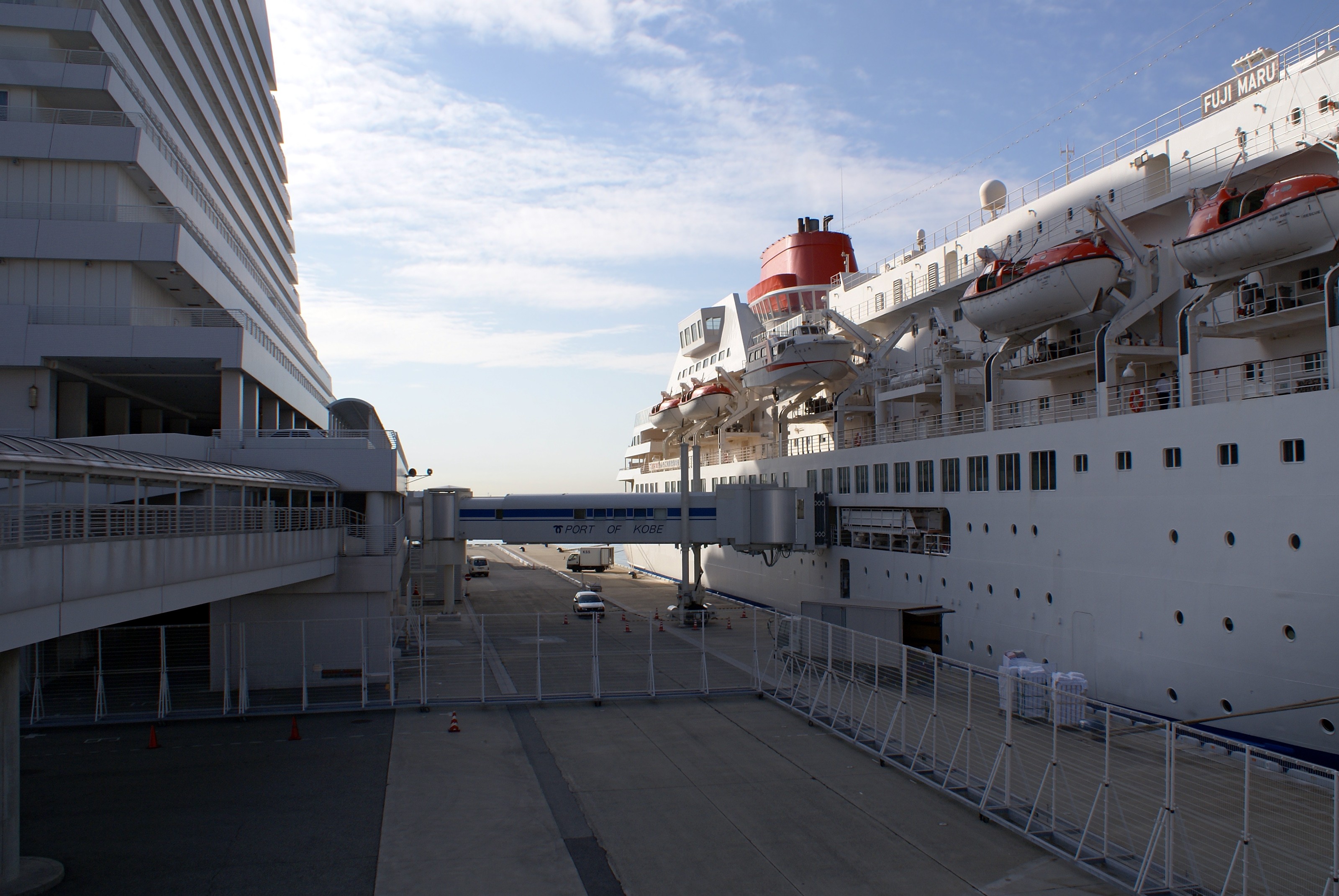
Телетрап в морском порту
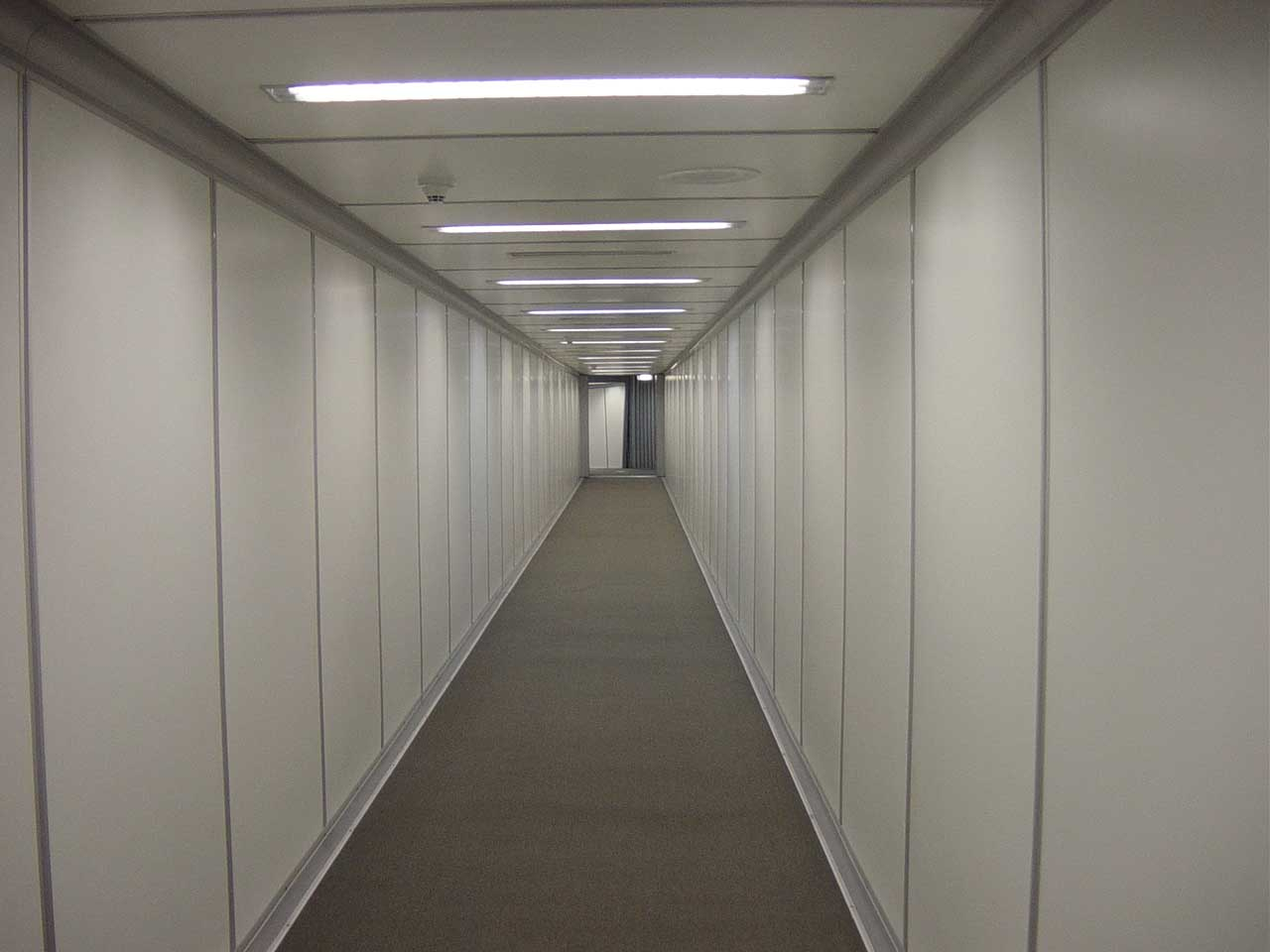
Внутри типового телетрапа.
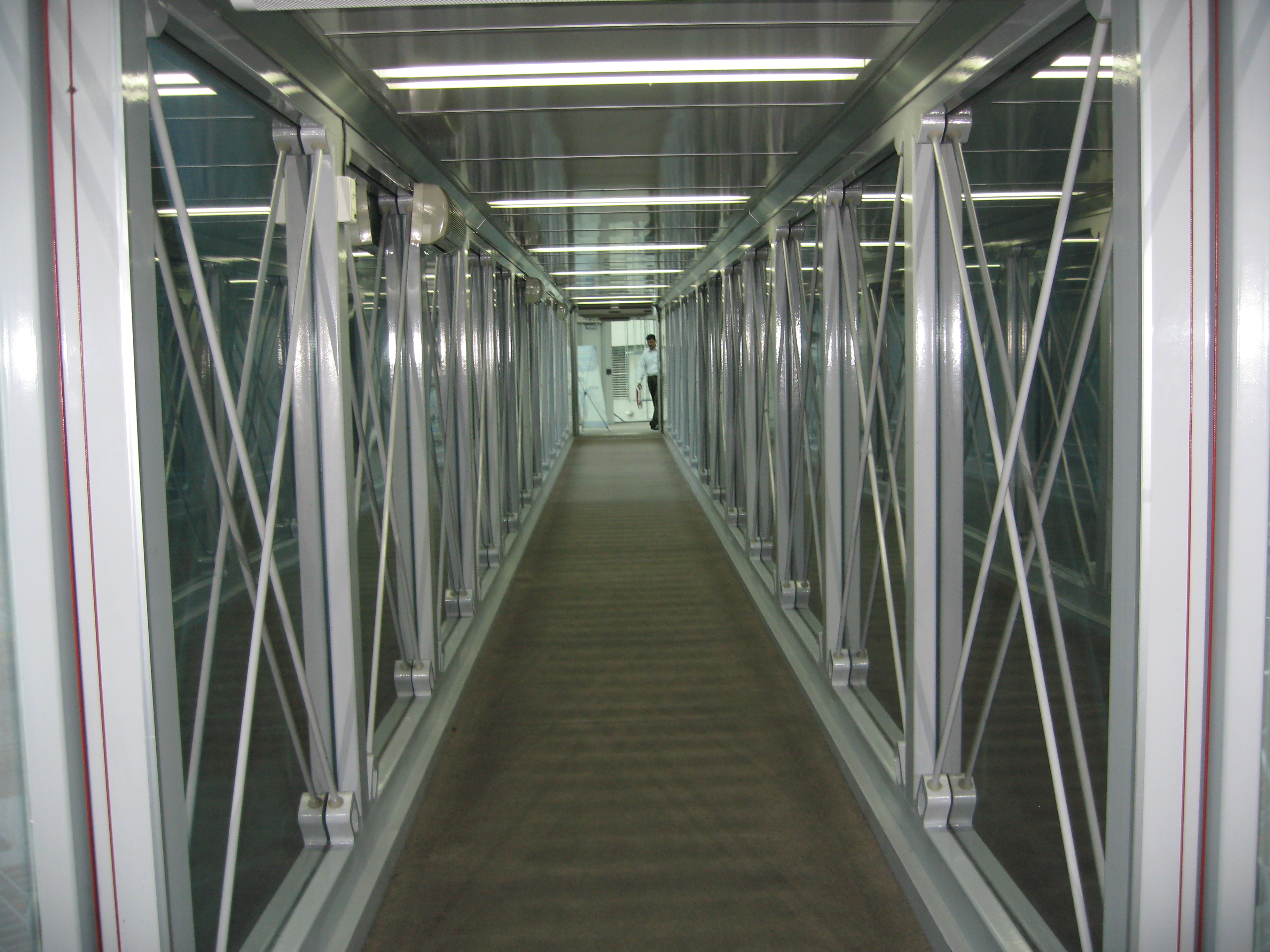
Внутри стеклянного телетрапа ThyssenKrupp
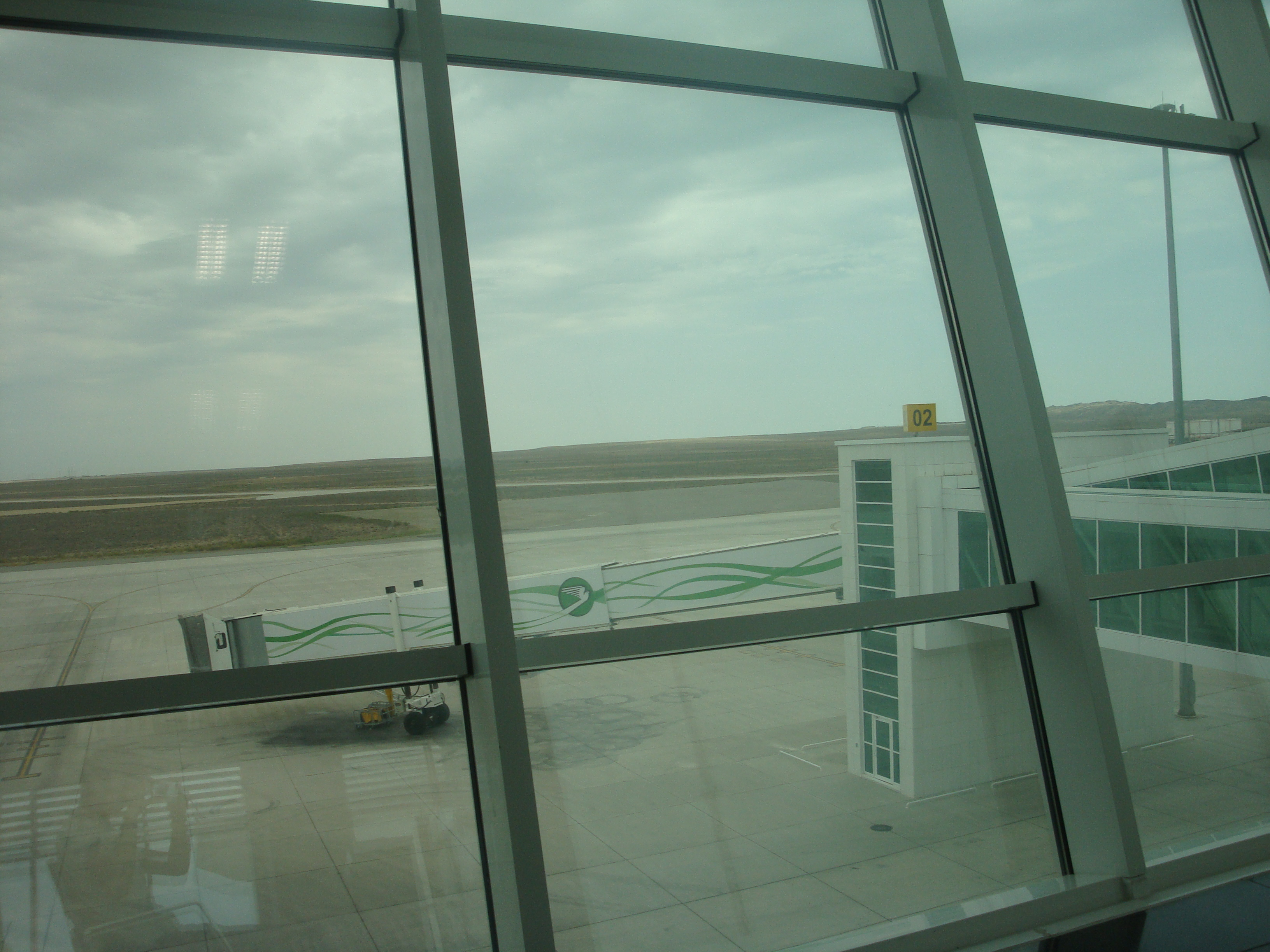
Телетрап в международном аэропорту Туркменбаши
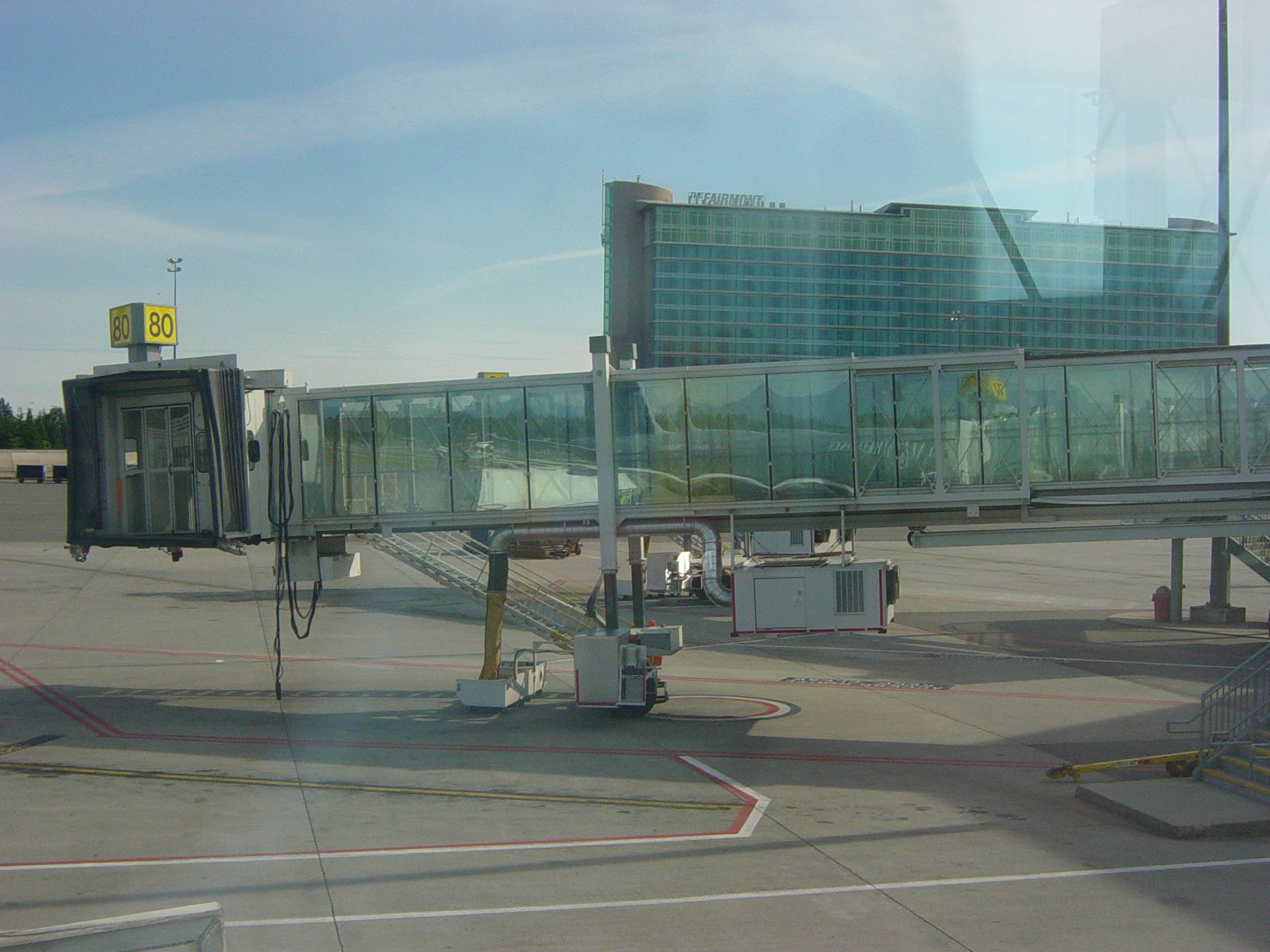
Телетрап ThyssenKrupp Airport Systems в международном аэропорту Ванкувера
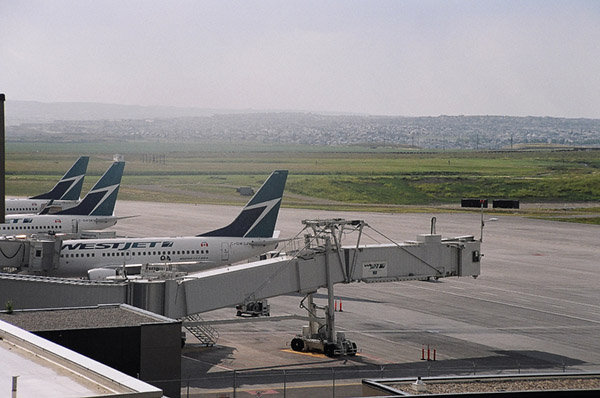
Телетрап ThyssenKrupp Airport Systems и оборудование Dew Engineering в аэропорту Калгари
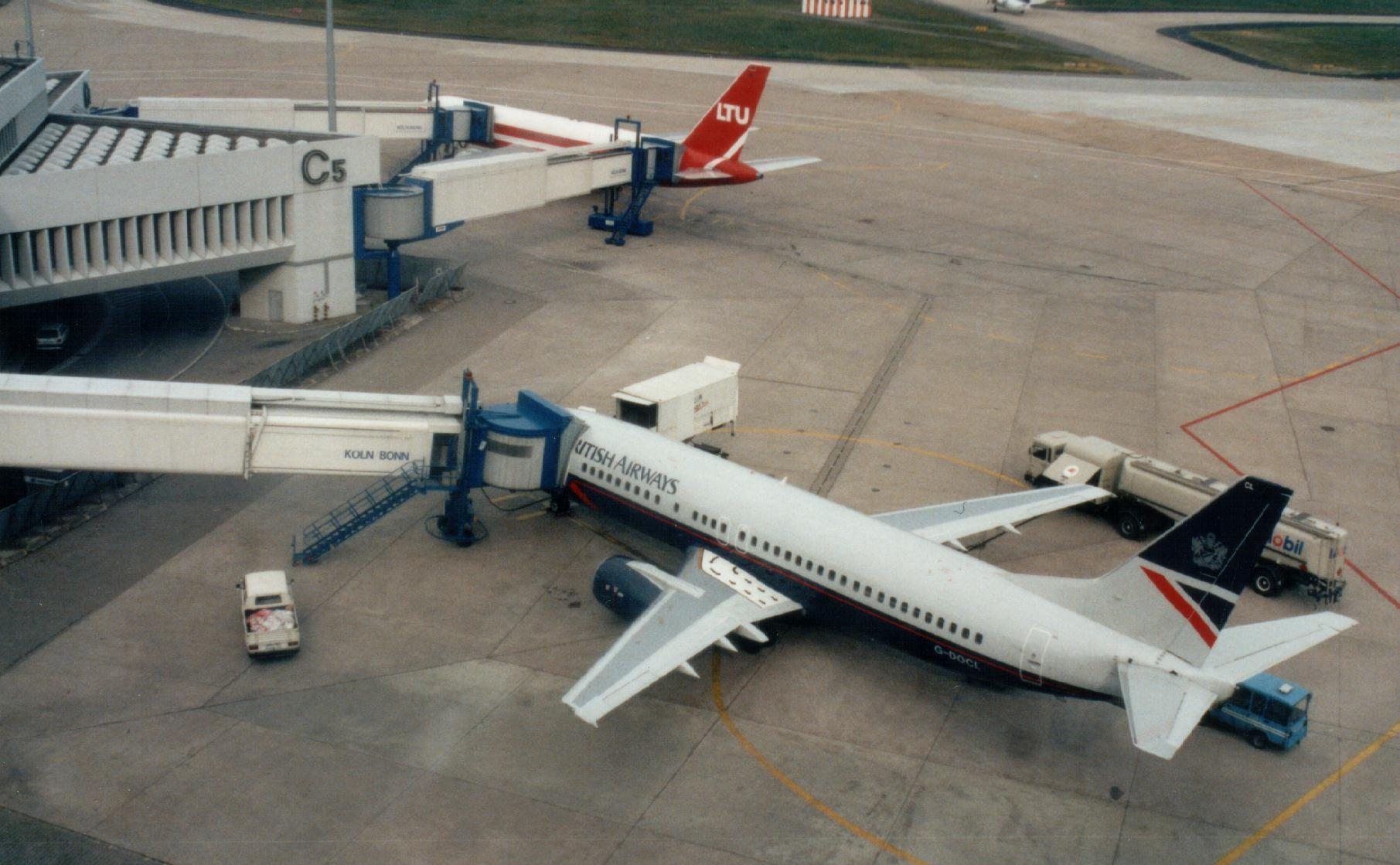
Телетрап в аэропорту Кёльн-Бонн
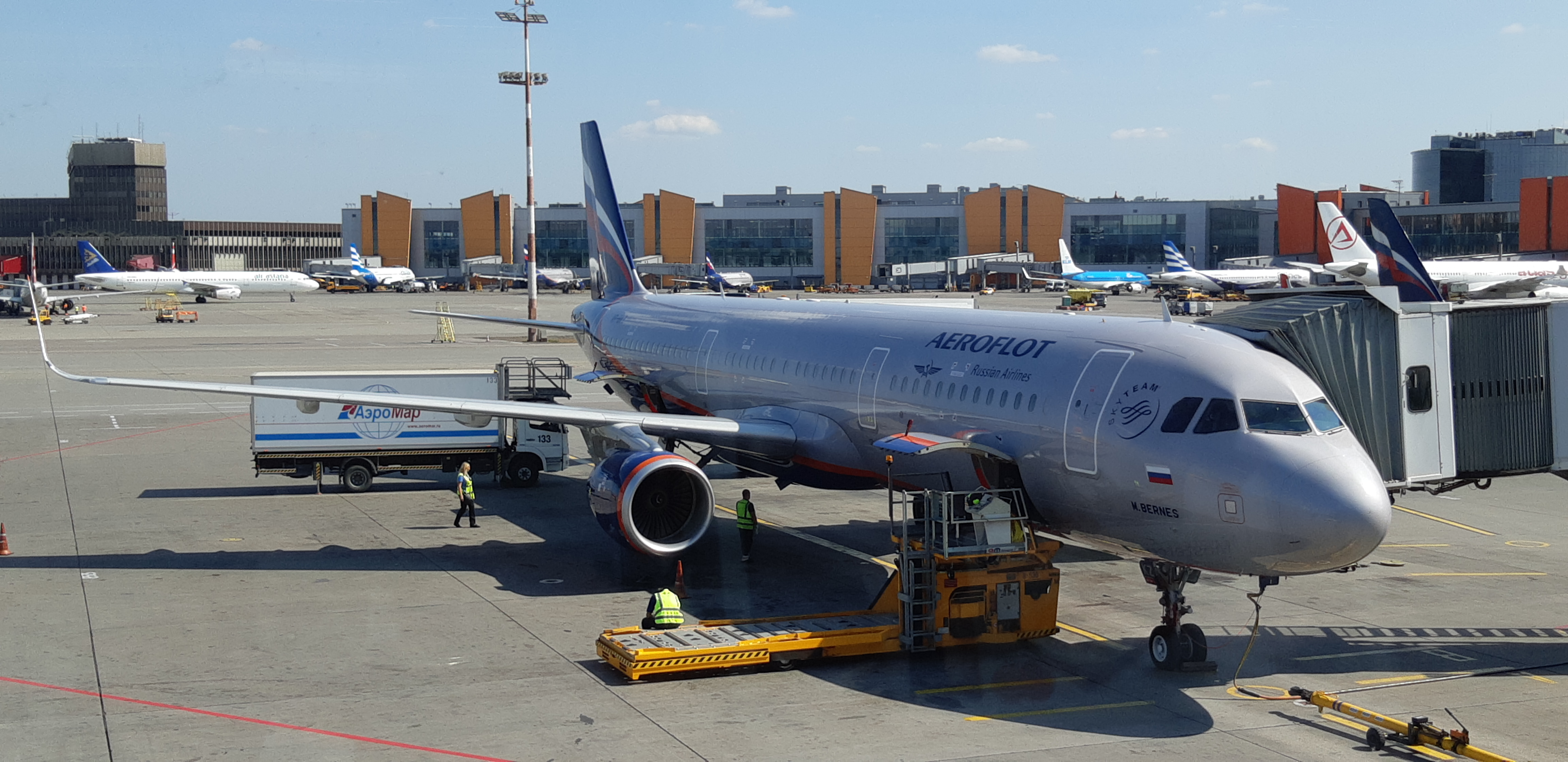
Airbus A321 Sharklet «Марк Бернес», пристыкованный к телетрапу 27. Терминал D, а/п Шереметьево, Москва